# 400'erne
400'erne er perioden fra 1. januar 400 til 31. december 409.
Årtiet var i Asien præget af stridighederne mellem de forskellige dynastier, der havde delt Kina mellem sig. I Europa var periodens vigtigste begivenheder de omfattende folkevandringer, der var igangsat af hunnerne omkring 370, og som fortsatte i takt med, at hunnerne bevægede sig vestpå.

## Status omkring 400

### Afrika
- Kongeriget Aksum med centrum i det nuværende Eritrea var kristent og kan betragtes som en regional stormagt.
- Afrika nord for Sahara hørte til de to Romerriger, med Egypten som en del af det østromerske rige, mens resten indgik i det vestromerske rige.
- Den øvrige del af kontinentet var fortrinsvist delt mellem mindre stammer.

### Amerika
- Den største statsdannelse på det amerikanske kontinent var på dette tidspunkt maya-kulturens system af bystater.

### Asien
- Indien var domineret af Guptariget, der i denne periode var på sit højeste.
- Japans politiske tyngdepunkt var koncentreret omkring Yamato-provinsen. De japanske regenter begyndte på denne tid at sende tribut til Jin-dynastiet i Kina.
- I Kina var Jin-dynastiet på tilbagegang, og i den nordlige del af landet var der opstået flere selvstændige kongeriger.
- På den koreanske halvø var Goguryeo en regional stormagt, mens sydspidsen af halvøen var delt mellem tre små riger.
- Mongoliet og store dele af centralasien indgik i Rouran-riget. Shelun, der regerede fra 402-410, var den første af rigets herskere, der brugte titlen khan.
- Det persiske sassanide-rige holdt i denne periode fred med sine naboer og samarbejdede med østromerne om forsvaret mod hunnerne.

### Europa
- Det vestromerske rige var den ene af verdensdelens stormagter, men hele årtiet i forgæves kamp for at beskytte sine grænser.
- Det østromerske rige var den anden stormagt, og oplevede et relativt fredeligt årti.
- Hunnerne var på vej vestpå, og skubbede flere folkeslag foran sig.
- Alanerne havde været naboer til hunnerne, men var nu spredt i flere grupper.
- Goterne var ligeledes delt i flere grupper, blandt andet en stor bosættelse under Radagaisus i det nuværende Ungarn, truet af hunnerne.
- Visigoterne var den gruppe, der var bosat i det østromerske Illyrien under Alarik 1.
- Vandalerne boede ligeledes i det nuværende Ungarn og var under hårdt pres fra goterne. Foruden disse hasdingske vandaler var der en anden gruppe længere mod nord.
- Sveberne boede nord for Donau, og var opdelt i quader og markomanner.
- Alemannerne boede i det nuværende Sydtyskland, mellem Donau og Rhinen.
- Burgunderne boede nord for alemannerne.
- Frankerne boede nord og nordøst for Rhinen.
- "Udkantseuropa" var beboet af germanske stammer i Skandinavien og det nuværende Nordtyskland og Polen, og af stammer med keltisk oprindelse på grænsen til romersk Britannien, samt af slaviske og finsk-ugriske stammer længere mod nordøst.

## Konflikter
- Vandaler og alaner invaderede det vestromerske rige i 400 og fik ret til bosættelse i 401.
- Visigoterne under Alarik 1. hærgede i Norditalien 401-402, men Stilicho fik slået dem tilbage til Illyrien.
- Goterne under Radagaisus hærgede i Norditalien 405-406, men blev nedkæmpet til sidst.
- Vandaler, alaner og sveber gik over Rhinen den sidste dag i 406 og begyndte et større plyndringstogt gennem Gallien.
- Efter Stilichos død i 408 invaderede Alarik 1. igen Italien med hele sit folk, og de blev der årtiet ud.
- Vandaler, alaner og sveber nåede frem til Spanien i efteråret 409 og fortsatte deres plyndringer der.

## Personer

### Konger, kejsere og regenter
- Alarik 1., den første konge over den nye visigotiske gruppe. Død 410.
- Arcadius, østromersk kejser 395-408.
- Gainas, gotisk general. Var kortvarigt magthaver i det østromerske rige, men mistede magten og døde i 400.
- Godegisel, vandalsk konge. Død i kamp med frankerne i 406.
- Gunderik, efterfulgte sin far Godegisel og førte de hasdingske vandaler gennem Gallien til det romerske Spanien.
- Honorius, officiel vestromersk kejser 395-421, men i praksis uden reel magt.
- Konstantin 3., modkejser til Honorius, og anerkendt som medkejser fra 409.
- Radagaisus, konge over en stor gotisk gruppe. Blev henrettet i 406 efter en mislykket invasion af Italien.
- Stilicho, vestromersk general. Den egentlige magthaver i det vestromerske rige fra 395 til sin død i 408.
- Theodosius 2., østromersk kejser 408-450.
- Uldin, en af de første hunner ved den romerske grænse. Besejrede og henrettede Gainas i 400.

### Kulturpersoner
- Augustin, biskop af Hippo Regius siden 395, og tidens betydeligste teolog.
- Pave Anastasius 1., havde embedet 399-401 og gik i rette med tilhængerne af Origines.
- Pave Innocens 1., efterfulgte Anastasius og gjorde meget for at øge Roms autoritet i den kristne kirke.
- Johannes Chrysostomos, patriark af Konstantinopel 398-404. Derefter forvist og død i fængsel i 407.

## Kronologi
Århundreder: 4. århundrede – 5. århundrede – 6. århundrede
Årtier: 350'erne 360'erne 370'erne 380'erne 390'erne – 400'erne – 410'erne 420'erne 430'erne 440'erne 450'erne
År: 400 401 402 403 404 405 406 407 408 409